# Glumpang VII
Glumpang VII is een bestuurslaag in het regentschap Aceh Utara van de provincie Atjeh, Indonesië. Glumpang VII telt 397 inwoners (volkstelling 2010).